# Jose Pablo Cantillo

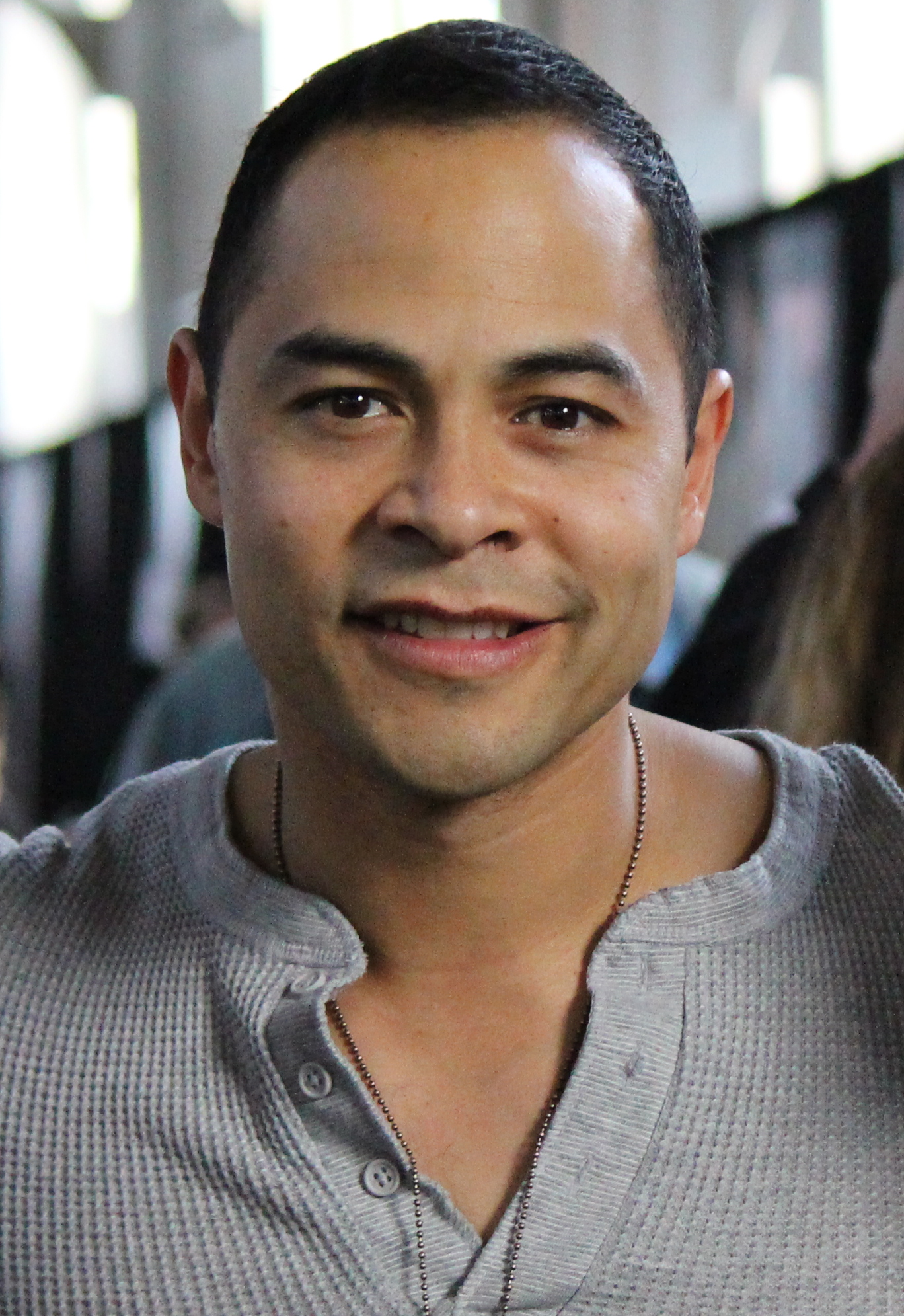
Jose Pablo Cantillo (2015)

Jose Pablo Cantillo (* 30. März 1979 in Terre Haute, Indiana) ist ein US-amerikanischer Schauspieler.

## Karriere
In vielen Filmen spielte er nur eine Nebenrolle, so in  Cleaner mit Samuel L. Jackson. Bekannt geworden ist er durch die Rolle des Ricky Verona im Film Crank (2006). Auch im Film Disturbia (2007) hatte er eine bedeutende Rolle. Von 2006 bis 2007 spielte er in der Serie Standoff mit. Den Durchbruch schaffte er mit einer Gastrolle in Criminal Intent – Verbrechen im Visier. Seitdem spielte er bei Emergency Room – Die Notaufnahme, CSI: Miami und Monk mit. 2008 war er im Actiondrama Redbelt zu sehen. Von 2012 bis 2013 spielte er die Nebenrolle des Caesar Martinez in The Walking Dead. 2014 war in Chappie als Gangster Amerika in einer größeren Nebenrolle zu sehen. Im Horrorfilm Tales of Halloween spielte er die Rolle des Dutch. 2015 spielte er in Man Down mit. Weitere Film- und Fernsehrollen folgten.

## Filmografie (Auswahl)

### Filme
- 2004: Der Manchurian Kandidat (The Manchurian Candidate)
- 2005: Shackles – Hölle hinter Gittern (Shackles)
- 2006: Crank
- 2006: Bondage
- 2007: Cleaner
- 2007: Disturbia
- 2007: Sexgeflüster (After Sex)
- 2008: Redbelt
- 2009: Streets of Blood
- 2009: Crank 2: High Voltage (Crank: High Voltage)
- 2009: Virtuality – Killer im System (Virtuality)
- 2013: Elysium
- 2015: Chappie
- 2015: Die Vorsehung (Solace)
- 2015: Tales of Halloween
- 2019: El Chicano – Mythos. Legende. Held (El Chicano)
- 2019: A. I. Tales
- 2021: Cherry – Das Ende aller Unschuld (Cherry)
- 2021: Copshop
- 2022: Ambulance

### Fernsehserien
- 2003: Criminal Intent – Verbrechen im Visier (Law & Order: Criminal Intent, Episode 2x11)
- 2003: Law & Order: Special Victims Unit (Episode 4x13)
- 2004: Emergency Room – Die Notaufnahme (ER, Episode 11x05)
- 2005: Medical Investigation (Episode 1x16)
- 2005: CSI: Miami (Episode 3x14)
- 2005: Crossing Jordan – Pathologin mit Profil (Crossing Jordan, Episode 4x18)
- 2005: Nip/Tuck – Schönheit hat ihren Preis (Nip/Tuck, Episode 3x02)
- 2006: Bones – Die Knochenjägerin (Bones, Episode 1x13)
- 2006–2007: Standoff (16 Episoden)
- 2007: Eyes (Episode 1x10)
- 2007: The Unit – Eine Frage der Ehre (The Unit, Episode 3x09)
- 2008: CSI: Vegas (CSI: Crime Scene Investigation, Episode 8x15)
- 2008: Monk (Episode 6x16)
- 2008: The Shield – Gesetz der Gewalt (The Shield, 2 Episoden)
- 2009: The Closer (Episode 5x05)
- 2009: Lie to Me (Episode 2x09)
- 2010: Hawthorne (Episode 2x01)
- 2010: Dark Blue (Episode 2x03)
- 2010: Sons of Anarchy (9 Episoden)
- 2010: Lone Star (Episode 1x01)
- 2010: Terriers (Episode 1x08)
- 2010: The Good Guys (Episode 1x19)
- 2011: Law & Order: LA (Episode 1x09)
- 2012: The River (2 Episoden)
- 2012: The Finder (Episode 1x12)
- 2012–2013: The Walking Dead (13 Episoden)
- 2013: The Mentalist (Episode 6x03)
- 2013: Twisted Tales (Episode 1x07)
- 2014: Rush (1x04)
- 2014–2015: Constantine (2 Episoden)
- 2016: Shooter (2 Episoden)
- 2017: Taken – Die Zeit ist dein Feind (Taken, 10 Episoden)
- 2018: The Last Ship (4 Episoden)
- 2019: The Rookie (Episode 1x13)
- 2021–2022: Mayor of Kingstown (6 Episoden)